# Клаирвијус Нарцис
Клаирвијус Нарцис (енгл. Clairvius Narcisse; 1922 — 1994) је хаићанин који је наводно постао зомби. Након истраге, веровало се да је примио дозу тетродоксина. Због тога је био у коми и мислило се да је мртав. Његова породица је помислила да је он мртав и сахранили су га у априлу 1962. Канадски антрополог Вејд Дејвис, урадио је истраживање о овом случају. Рекао је како је један човек који се представља као чаробњак, Нарцису дао прах који је садржавао тетродоксин. Због тога је Нарцис пао у кому, и био у стању које подсећа на смрт.
Према извештају, Нарцис је у своје село дошао 18 година након што је сахрањен. Он је успео убедити неколико сељака и своју сестру да је то стварно он. Овај случај је заинтересовао многе лекаре, јер је његова смрт била документована а и амерички лекари су потврдили његову смрт.
Нарцис је према познатим подацима у априлу 1962. дрогиран, па пребачен у болницу са симптомима врућице у којој је недуго потом 'умро'. Његову су 'смрт' потврдила двојица лекара, но скоро након што је покопан је извучен из гроба и присиљен да ради на плантажи наредне две године.
Након што је у целом свету постао популаран, новинарима је рекао: Тог дана када сам 'умро' сам могао чути све око себе, али напросто нисам могао реаговати. Сећам се јако добро и сестре Ангелине која ме уз кревет оплакивала, као и погреба. Памтим и како су ме извукли из гроба, претукли, свезали и пребацили на плантажу на којој сам дознао да је моју зомбификацију наручио властити брат с којим сам се завадио око имовине, па сам зато и околишао с повратком у родно место како не би сазнао да сам жив.